# Aeropuerto de Palmarito
El Aeropuerto de Palmarito, (IATA: PTM, OACI: SVPT), es un terminal aéreo venezolano localizado en Palmarito, municipio Páez del estado Apure. Tiene una sola pista de 1151 metros de largo, 20 de ancho y solo recibe o despacha vuelos diurnos. Por encontrarse en una zona de escaso tráfico aéreo, el terminal tiene escasa infraestructura. El aeropuerto carece de sistema de aterrizaje instrumental (ILS, Instrument Landing System), radio faros o balizas registradas con el sistema de ayudas de navegación de Venezuela.